# Egito nos Jogos Olímpicos de Verão de 2000
O Egito participou dos Jogos Olímpicos de Verão de 2000 realizados em Sydney, Austrália, sem conquistar nenhuma medalha.